# 李鼎彝
李鼎彝（1899年—1955年），中国學者、教師，學名怀心、怀芯，字玑衡、季恒，生於大清帝国吉林省扶余县，祖籍山東濰縣。曾任東北大學、吉林女子師範學校、吉林大学講師，吉林省立第六中學校長，中日戰爭時，投靠（李敖自传称"作為国民政府军事委员会调查统计局特務潛伏於")汪精衛政權。1949年隨國民黨政府撤退來臺，擔任省立臺中第一中學國文科教師，兼國文科主任。
其子李敖为知名历史学家、作家。

## 早年
李鼎彝，祖先來自雲貴烏撒（今雲南鎮雄縣和貴州威寧縣），明太祖洪武年間遷徙至山東，李敖考據，其祖先可能為苗族，是被朝廷的征南將軍傅友德強制遷徙來的。父親名為李鳳亭，生於山東濰縣，幼年時遇飢荒，與母親一同行乞，卻遇到一群野狗攻擊，母親為了保護他而喪命，李鳳亭為了生存，闖關東落腳關外，因不識字，曾經做過農夫、鐵路工人、馬賊、保安人員，後成為銀樓老闆。
李鼎彝是家中的次子，幼年入塾就讀，學名懷心，又作懷芯，資質穎異，能背誦《論語》、《道德經》。1920年，以吉林省公費生資格，進入北京大學中文系。因李懷心就读北京大学时獲得吉林省的公费，冒籍吉林扶余县，但其他親人，包括李敖，都以山東為籍貫，后来國民政府將李家全家统一改为「吉林扶餘」。
1926年畢業後，回鄉擔任東北大學講師，吉林六中校長。寫作《中國文學史》。

## 个人年表
- 1926年，北大毕业后，任吉林六中校长。为了生计，又任教于吉林女子師範學校、吉林大学等校。
- 1931年奉天事变後他与吴焕章等人组织「黑龙江青年抗敌会」，任三民主義力行社「东北四省抗敌协会」（東北抗聯）理事，幫助馬占山將軍及東北抗聯进行地下抗日活动。曾於1932年11月幫助馬占山將軍撤到蘇俄。
- 1937年，東北抗聯被日軍圍剿失去組織關係，李鼎彝為避難举家逃至北京，数次搬迁后住内务部胡同甲四十号。不久接上軍統關係，七七事变爆發，国民党弃城，北京淪陷。經軍統同意李鼎彝入北京汪精卫政府法部任科员，负责北京地区「地下抗日协会」情報工作。
- 1940年，李鼎彝任太原市禁烟局长。
- 1941年，日軍清除軍統太原分部，李鼎彝被查。但因無法查實與軍統關係，被指控“贪污罪”入獄，六个月后释放。李回北京一怒辭去軍統職務闲居。
- 1945年，李鼎彝在东北营城子煤矿任总务处长。
- 1948年，李鼎彝决定南下避乱，转天津赴上海。途中满目疮痍，亲身体会到了國共內戰给人民带来的苦难。
- 1949年，上海危急。李鼎彝與其妻張桂貞，其子李敖，登船离开上海。12日，抵台湾，居台中市，擔任省立台中第一中學國文科教師，兼國文科主任。
- 1955年，病逝於台中。骨灰置於陽明山公墓。